# Издательский дом Мещерякова
Изда́тельский Дом Мещеряко́ва (АО «Издательский Дом Мещерякова») — российское книжное издательство, существующее с 2005 года и расположенное в Москве.

## Деятельность
ИД Мещерякова специализируется на выпуске детской литературы, репринте популярных книг, переизданиях известных произведений, публикациях современных авторов, иногда к сотрудничеству приглашаются советские художники:

Мы обращаемся к, славу Богу, еще живым иллюстраторам, которые замечательные вещи создавали, это и Медведев Евгений, и Чижиков Виктор, и Ника Георгиевна Гольц… много авторов, в том числе Софья Леонидовна Прокофьева. — «Школа молодых отцов», радио «Маяк» от 06.07.2011.
Выпущено свыше семи сотен книг различных родов и жанров: художественная литература для детей и взрослых, альбомы, биографии художников, детский нон-фикшин. Издательская политика в выборе авторов предполагает сочетание как классиков (Ф. М. Достоевский, А. Т. Аверченко, А. С. Грин, М. А. Булгаков, Боккачо, Э. М. Ремарк, А. Камю, Г. Гессе), так и менее известных авторов (Том Тит, В. А. Лёвшин, К. Д. Ушинский, Х. Букай, Джон Роу, Д. Фалеев, Маури Куннас, Е. Басманова, Томас Брецина).
Издаются сказки А. С. Пушкина, «Мороз Иванович» В. Ф. Одоевского, «Слон» и «Чудесный доктор» А. И. Куприна, стихотворения Д. Хармса, тексты современных авторов — Сергея Георгиева, Ольги Кувыкиной, Мартина Видмарка в сочетании с иллюстрациями Германа Огородникова, Вадима Меджибовского, Маури Куннаса, Джона Роу и других художников.
Ведется работа над книгами по практической психологии. Среди авторов книг этого рода — психологи Эндрю Мэтьюз и Хорхе Букай.
Издательский дом сотрудничает с издательствами Prestel Verlag (Германия), Fayard, Flammarion (Франция), Nuevo Extremo (Аргентина), Knopf, New Harbinger (США).
В 2013 году издательство запустило серию книг БИСС (Большое иллюстрированное собрание сочинений), куда вошли книги Владислава Крапивина, Кира Булычева, Анатолия Рыбакова, Валентина Распутина, Софьи Прокофьевой.
К числу наиболее известных серий издательства относятся: БИСС, Пифагоровы штаны, Малая книга с историей, Роман с историей. Продолжение, 101 книга, Мальчишки и девчонки, Переживая заново.
В августе 2018 года о покупке 51% акций ИД объявило издательство "Эксмо".
В мае 2019 года в издательстве вышла книга итальянского писателя Андреа Камиллери "Следы на песке". Детектив впервые переведен на русский язык. Ожидается издание и других книг автора. 

## Финансирование и рентабельность
Небольшое количество книг субсидируется Федеральным агентством по печати и массовым коммуникациям. В 2010 году, по информации журнала Forbes, «чистая прибыль издательского дома превысила 8 млн рублей при выручке около 90 млн рублей». К 2013 году рентабельность «Издательского дома Мещерякова»  по EBITDA, а значит, до уплаты налогов, составляла, по словам Вадима Мещерякова, «в лучшем случае 12% дохода», что является невысоким показателем. 

## Серии
- «Переживая заново»
- «Малая книга с историей»
- «Роман с историей. Продолжение»
- «Малестанта»
- «Детские страшилки»
- «Такие вот истории»
- «Смотрю. Играю. Узнаю.»
- «Детективное агентство "Соседи"»
- «БИСС»
- «Пифагоровы штаны»
- «Цветные книги сказок»
- «Очень добрая книга»
- «Вовка с Хвостиком»
- «Детективы Андреа Камиллери»
- «Детям о животных»
- «Очень добрая книга»
- «Сестры-вампирши»
- «У тебя будет своя сказка»
- «Сказки народов мира»
- «Академия знаний и увлечений»

## Признание
В 2008 году Вадим Мещеряков стал лауреатом премии «Человек книги» в номинации «Руководитель издательства», в 2012 году он получил премию газеты «Книжное обозрение» в номинации «Главный редактор».
- 2010 — Ольга Кувыкина. «Письма насекомых» — шорт-лист конкурса «Книга года», номинация «Вместе с книгой мы растём»[8].
- 2011 — специальный диплом конкурса книжной иллюстрации «Образ книги» (за серию «Отражения»)[9].
- 2013 — Олег Кургузов. «Сказки Олега. Сказки об Олеге» — шорт-лист конкурса «Книга года», номинация «Вместе с книгой мы растём»[10].